# Korban olah
Il korban olah (in ebraico קָרְבַּן עוֹלָה, "ciò che va in alto") era un rito ebraico in cui si compivano sacrifici animali. La vittima veniva posta sull'altare del Tempio di Gerusalemme e veniva bruciata completamente.
La pelle non veniva bruciata, bensì donata alla rispettiva divisione kohanica del sacerdote. La pelle degli animali sacrificati era infatti uno dei ventiquattro doni kohanici descritti nel Tosefta.

## Etimologia
Nel testo masoretico (la versione ebraica della Bibbia) si trovano 289 occasioni del termine ebraico olah (עֹלָה, "sacrificio"), termine derivante dal verbo alah ("per far salire"). Per molti secoli il termine olah è stato tradotto con "offerta bruciata", mentre nelle traduzioni odierne viene utilizzato anche il termine "olocausto". Il nome del rito deriva dall'accostamento di olah al termine korban (in ebraico קרבן, dalla radice קרב, "avvicinare", "accostare" a Dio), che indicava il generico sacrificio proprio dell'antica religione ebraica.

## Rito
L'origine del rituale è descritta nel libro dei Numeri:
(Numeri 28:3)
Il ventottesimo capitolo del libro dei Numeri enuncia diversi tipi di olocausto:
- l'olocausto perenne, duplice sacrificio quotidiano che consiste nel cremare un agnello la mattina e uno al tramonto;
- l'olocausto del sabato, sacrificio ulteriore che va ad aggiungersi a quello perenne;
- l'olocausto del mese, in cui si offono due giovenchi, un ariete, sette agnelli ed un capro in funzione espiatoria;
- l'olocausto dell'anno, in cui, a partire dal 15º giorno del primo mese, si offrono due giovenchi, un ariete, sette agnelli ed un capro in funzione espiatoria ogni giorno per sette giorni.

Ogni offerta era accompagnata da determinate oblazioni (in genere fior di farina) e libazioni (in genere olio d'oliva, mentre per l'olocausto del mese si utilizzava il vino).